# Тумблер (склянка)
Ту́мблер (від англ. tumbler) — запозичена з англійської мови загальна назва склянок для коктейлів з товстим дном. Назва цієї посудини походить від дієслова to tumble («гойдатися», «хитатися») — первісно так називали склянки з випуклим дном, які не можна було поставити на поверхню.

## Види тумблерів
- Олд фешен
- Хайбол
- Колінз